# The Boss Baby
The Boss Baby (bra: O Poderoso Chefinho; prt: The Boss Baby) é um filme norte-americano de animação, baseado em um livro ilustrado de mesmo nome, escrito e ilustrado por Marla Frazee. Produzido por DreamWorks Animation, o filme é dirigido por Tom McGrath e escrito por Michael McCullers. É estrelado por Alec Baldwin e Steve Buscemi. O Poderoso Chefinho foi lançado em 31 de março de 2017 pela 20th Century Fox.

## Enredo
Tim, um menino de sete anos de idade, está com ciúmes de seu irmãozinho, um bebê falante de terno. Quando ele vai em uma missão para recuperar o carinho de seus pais, ele descobre uma trama em segredo pelo presidente da PuppyCo que gira em torno de seu irmão e ameaça desestabilizar o equilíbrio de amor no mundo. Ambos os irmãos devem unir-se para "salvar" seus pais, restaurar a ordem no mundo e provar que o amor é realmente uma força infinita.

## Produção
Em 12 de Junho de 2014, a DreamWorks Animation anunciou planos para lançar o filme em 18 de Março de 2016, com o filme a ser dirigido por Tom McGrath.
Em 30 de setembro de 2014, Alec Baldwin e Steve Buscemi se juntaram ao filme, Baldwin iria fazer o papel de um bebê e Buscemi iria desempenhar o papel de vilão. Ramsey Naito e Denise Cascino iriam produzir o filme baseado em um roteiro de Michael McCullers.
Em 11 de dezembro de 2014, foi anunciado que O Poderoso Chefinho tinha sido removido da programação e substituído por Kung Fu Panda 3, com uma nova data de lançamento, ainda não anunciada. Em 22 de janeiro de 2015, a data do lançamento do filme foi adiada para 13 de janeiro de 2015. Em setembro de 2015, foi adiado novamente, desta vez para ter estreia a 10 de Março de 2017.
Em junho de 2016, ele foi empurrado para trás novamente para 31 de março de 2017 e no Brasil 30 de março de 2017.

## Elenco
| Personagem                | Original        | Brasil             | Portugal                 |
| ------------------------- | --------------- | ------------------ | ------------------------ |
| Theodore Templeton / Boss | Alec Baldwin    | Márcio Simões      | Fernando Luís            |
| Tim Templeton             | Miles Bakshi    | Rafael Mezadri     | Francisco Magalhães      |
| Ted Templeton             | Jimmy Kimmel    | Leonardo Rabelo    | Bruno Ferreira           |
| Janice Templeton          | Lisa Kudrow     | Giovanna Antonelli | Paula Fonseca            |
| Staci                     | ViviAnn Yee     | Eduarda Móras      | Maria Eduarda Laranjeiro |
| Francis E. Francis        | Steve Buscemi   | Élcio Romar        | António Machado          |
| Eugene E. Francis         | Conrad Vernon   | Mauro Ramos        | Tobias Monteiro          |
| Jimbo                     | David Soren     | Guilherme Briggs   | Tiago Retré              |
| Mago                      | James McGrath   | Júlio Chaves       | André Gago               |
| Elvis                     | James McGrath   | Fred Mascarenhas   | Tobias Monteiro          |
| Teddy                     | James Ryan      | Wagner Follare     | Jorge Mourato            |
| Filha de Tim              | Nina Zoe Bakshi | Beatriz Messias    | Laura Inglez             |
| Grande Chefinha           | Edie Mirman     | Vânia Alexandre    | Bárbara Lourenço         |

 Versão portuguesa
- Vozes adicionais: Eduardo Frazão, Tomás Andrade, Sandra Cóias, Mafalda Luís de Castro, Martinho Silva, Sara Mestre e Mafalda Ribeiro[10]
- Tradução e adaptação: Cláudia Cadima[10]
- Estúdio de dobragem: On Air

 Versão brasileira
- Vozes adicionais: Arthur Salerno, Bia Menezes, Cláudio Galvan, Duda Ribeiro, Dudu Fevereiro, Enzo Dannemann, Fernando Mendonça, Isabelle Cunha, Leonardo Martins, Laysa Eloy, Luísa Viotti, Luiz Felipe Mello, Mariana Dondi, Pamella Rodrigues, Pedro Azevedo e Wirley Contaifer
- Diretor e Tradutor: Manolo Rey
- Técnico de Gravação: Rodrigo Oliveira
- Edição: Rafael Carestiato
- Estúdio: Delart
- Locutor: Luiz Feier Motta

## Recepção

### Bilheteria
A partir de 11 de abril de 2017, The Boss Baby arrecadou US$ 95 milhões nos Estados Unidos e no Canadá e US$ 122,5 milhões em outros territórios por um bruto mundial de US$ 217,5 milhões. 
Na América do Norte, The Boss Baby abriu ao lado de Ghost in the Shell e The Zookeeper's Wife, inicialmente projetado para arrecadar cerca de US$ 30 milhões de 3773 teatros em seu fim de semana de abertura.  
No entanto, após a arrecadação de US$ 1,5 milhão de pré-estréia quinta-feira e US$ 15,5 milhões na sexta-feira, as projeções de fim de semana foram aumentadas para US$ 50 milhões. Terminou debutando a US$ 50,2 milhões, terminando primeiramente na bilheteria. Permaneceu no topo da bilheteria em seu segundo fim de semana, arrecadando US$ 26,3 milhões. 

### Resposta crítica
Em revisão agregador Rotten Tomatoes, The Boss Baby tem uma classificação de aprovação de 52% com base em 129 avaliações, com uma avaliação média de 5.5 / 10. O consenso crítico do site diz: " O elenco talentoso do Boss Baby, vislumbres de inteligência e flashes de inventividade visual não podem compensar uma fina premissa e uma decepcionante vontade de se conformar com piadas".  
No Metacritic , o filme tem uma pontuação de 50 de 100, com base em 32 críticos, indicando "avaliações mistas ou média".  audiências consultadas por CinemaScore deram ao filme uma nota média de "A-" em uma escala de A + para F. 
Steve Pulaski, da Influx Magazine, deu ao filme uma nota "C +" e elogiou os vários estilos de animação e imaginação do filme, afirmando: " O Boss Baby é o meio-caminho feito na maior parte bem, um filme de piada de uma nota que permanece focada no imaginário. Qualidades sua premissa literal nem sempre inspira na superfície ".  David Palmer do The Reel Deal deu o filme 6/10, chamando-o estranho, mas agradável, escrevendo: "Baldwin é grande, algumas das piadas são fantásticas e mesmo se não for para baixo em lore animado, meu teatro cheio de miúdos estava rindo frequentemente e havia mesmo alguns momentos em que pais que riram duramente demasiado, demasiado"  Neil Genzlinger, do The New York Times, elogiou Baldwin e o humor adulto, dizendo: "O contraste entre o estágio de vida indefeso e infantil e o discurso corporativo é engraçado, mas bastante elevado para um filme infantil, e o enredo fica mais denso à medida que avança, o bebê e Tim relutantemente unem forças para parar uma conspiração pela qual cachorros iriam encurralar todo o amor do mundo. 

## Possível sequência
Em 3 de abril de 2017, McCullers afirmou que tinha algumas ideias para uma possível sequência, provisoriamente intitulada The Bossier Baby